# نقد الفكر الديني (كتاب)
نقد الفكر الديني هو كتاب للفيلسوف والمفكِّر السوري صادق جلال العظم صادر في طبعته الأولى في العام 1969 عن دار الطليعة في بيروت، ثم أعيد نشره في عشرات الطبعات. أثار الكتاب عند نشره (ولا يزال) ضجة كبرى في العالمين العربي والإسلامي، وتعرض العظم بسببه إلى المحاكمة والملاحقات القانونية في بيروت آنذاك، كذلك فتحت النار على صاحب الدار الراحل بشير الداعوق. وذلك بحجة «إثارة النعرات الطائفية والمذهبية والعنصرية»، و«الحض على النزاع بين مختلف طوائف الأمة أو تحقير الأديان».
وقد أرفق العظم في نهاية الطبعة الثانية من كتابه آنذاك، وثائق عن محاكمته في لبنان، ومنها القرار الظني والاستجواب وقرار المحكمة التي أسقطت التهم المرفوعة عليه، لأن ما كتبه: «ليس جريمة وإنما يدخل في إطار حرية الفكر والرأي والتعبير»، ويضم «أبحاث علمية فلسفية تتضمن نقداً علمياً فلسفياً».

## المحاكمة
امتثل العظم لقرار المحاكمة في 19 كانون الأول (ديسمبر) 1969، بحجة «ازدراء الدينين المسيحي والإسلامي معًا» في كتابه، نافيًا أن يكون ما كتبه موجهًا للعقائد الدينية، بقدر ما كان للفكر الديني، بما يخص العقل لا العقيدة. وعندما أُدخل السجن، في 8 كانون الثاني (يناير) 1970م انتزعت نظاراته منه، فطلب نسخة من القرآن، فكيف يقرؤها من دون النظارات؟ فسقط بأيديهم وأعادوها له (حديث تلفزيوني مع العظم).
أخلي سبيل العظم بعد أسبوع، وحوكم في 27 من الشهر ذاته، وصدر الحكم بردّ الدعوى في 7 تمّوز (يوليو) 1970م، وكان معه في الدعوى الكاتب والناشر بشير الداعوق.
ما لبثت أن أُغلقت القضية ضد العظم، وكان حينها وزير الداخلية اللبنانية الراحل كمال جنبلاط، فحاور العظم في مكتبه «حوار الثقافة»، كذلك استضافه مفتي طرابلس الشيخ نديم الجسر في ندوة عن كتابه، بحضور السيد موسى الصدر.

## موضوعات الكتاب
يضم الكتاب الموضوعات الآتية:
- معضلة مأساة إبليس في الجنة.
- حالة الهوس الجمعي التي عاشتها المنطقة وتحديدًا مصر بعد النكسة، ومنها وقوع ظواهر غريبة في أواخر الستينات في القرن العشرين، مثل: ظهور السيدة مريم على أسطح الكنائس في مصر.
- النفاق الاجتماعي ولا سيما بين مشايخ المسلمين ورجال دين المسيحيين، وتحديدًا في المؤتمرات التي نُظمت في لبنان آنذاك.
- رد على بعض منتقديه
- قبل ختام الكتاب يعرض الكاتب رأيه في شرح الكون من منطلق مادي علمي، من دون نسيان تأثره بالفلسفة الماركسية.
- تضمن الكتاب في طبعته الثانية وطبعاته اللاحقة: وثائق عن محاكمته في لبنان.

## هزيمة العرب ونقد الذات
سواء اتفقنا مع ما جاء في كتاب العظم أم اختلفنا حول ما ورد فيه عن «المسألة الدينية»، فلا بد من الإشارة إلى أن الكتاب الذي اتبع المنهج العلمي - الفلسفي، جاء تعبيرًا صارخًا «عن مرحلة عاشها الفكر العربي بعد هزيمة العرب في حرب العام 1967، وقد تجلت هذه النكسة بشكل واضح في نقد الذات، إن لم نقل في جلد الذات» ، فنادرًا ما قام الفكر العربي الحديث بالتصدي الصريح للبنى الفكرية، وللإيديولوجيا الغيبية السائدة في مجتمعاتنا، لأن اقتحام هذا المجال يمسّ أكثر المناطق حساسيةً في العالم العربي، ألا هي التابو الديني.

## وصلات خارجية
- صادق جلال العظم... المحاكمة!
- برومو منع من التداول: نقد الفكر الديني لصادق جلال العظم
- جلسة نقاش«محاكمة صادق جلال العظم: قراءة في وثائق المحاكمة»
- نقد الفكر الديني لصادق جلال العظم
- معركة التحديث على كل الجبهات
- قراءة تنويرية في إرث المفكر السوري الراحل صادق جلال العظم

## المصدر الرئيس
- صادق جلال العظم، نقد الفكر الديني، دار الطليعة، بيروت، 1969م، وطبعة 2003.